# Phytoecia sylvatica
Phytoecia sylvatica är en skalbaggsart som först beskrevs av Hintz 1916.  Phytoecia sylvatica ingår i släktet Phytoecia och familjen långhorningar. Inga underarter finns listade i Catalogue of Life.